# 林文瀚
林文瀚（1961年—），現任香港終審法院常任法官，港版國安法指定法官。
於香港出生，1983年於香港大學取得法學士銜，翌年考獲法學專業證書及大律師資格，1985年起私人執業。2001年獲香港司法機構委任為區域法院法官，2003年則獲委任為高等法院原訟法庭法官。同時，他多次擔任調解工作小組成員主席，2012年獲香港司法機構委任為高等法院上訴法庭法官。他曾審理多宗重大案件，包括電訊盈科私有化、已故華懋集團主席龔如心遺產爭奪事件、外傭居港權案及禁蒙面法司法覆核案。

## 司法經歷

### 禁蒙面法司法覆核案
2019年11月，高等法院原訟法庭裁定禁蒙面法違憲和緊急情況規例條例部分違憲後，政府上訴至高等法院上訴法庭，林文瀚與時任高等法院署理首席法官潘兆初在11月27日批准「暫緩執行裁決」至12月10日，使期間兩項法律繼續生效。提出違憲審查的24名民主派立法會議員指出違憲的條例不應繼續生效，亦批抨上訴庭僅以書面通知，未經聆訊便「自動頒下」暫緩執行令，剝奪了他們陳述反對理據的權利。
12月10日，兩名法官拒絕政府暫緩令申請，令禁蒙面法在當日正式失效。